# Erdélyi avarszöcske
Az erdélyi avarszöcske (Pholidoptera transsylvanica) a fürgeszöcskék családjába tartozó, Közép-Kelet-Európában honos szöcskefaj.

## Megjelenése
Az erdélyi avarszöcske testhossza a hím esetében 16-26 mm, a nőstény 21-26 mm, ehhez járul még a 21-26 mm-es tojócső. Viszonylag nagy termetű, erőteljes testalkatú faj. Alapszíne a hímek esetében feketésbarna, a nőstények világosabb barnák, mindkét nem hasoldala világos sárgászöld, vagy sárga. A torpajzs oldallebenyei feketésbarnák vagy feketék; főleg hátsó, de sokszor alsó peremükön széles világos sáv húzódik. A hím torpajzsának hátsó része vörösesbarna. A fej világosabb színezetű a homlokon a szemek közt, és a szemek mögött sötét szalaggal. Szárnyai csökevényesek, a hímé viszonylag nagyobb (a nőstényé alig nyúlik ki a torpajzs alól), világos vörösesbarna erezete hálózatos. A nőstény tojócsöve egyenes, és feltűnően hosszú, nagyjából testhossznyi. Lárváik a többi avarszöcske fajtól (Pholidoptera sp.) legfeljebb az utolsó lárvastádiumban különíthetők el. 
Ciripelése szabálytalan időközökben adott halk hangokból áll. Nappal énekel. 

### Hasonló fajok
Közeli rokonaival (nagy avarszöcske, galléros avarszöcske, szürke avarszöcske, bujkáló avarszöcske) lehet összetéveszteni.

## Elterjedése
Európában honos, a Keleti- és Déli-Kárpátokban (Kelet-Szlovákia, Dél-Lengyelország, Kárpátalja, Észak- és Dél-Erdély), az Erdélyi-szigethegységben, valamint Közép-Szerbiában. Magyarországon csak északkeleten, a Zemplén északi részén, az Aggteleki-karszton, valamint a Beregi-síkságon (Kaszonyi-hegy) ismertek kis, elszigetelt állományai. 

## Életmódja
Dús, változatos növényzetű hegyi rétek, erdőszélek, tisztások lakója kb. 2300 méteres magasságig. Nappal aktív. Túlnyomóan ragadozó életmódot folytat, de néha puhább leveleket is elfogyaszt. Fürge, gyors szöcske. Ha megzavarják nagy ugrásokkal menekül és a sűrű gyepben rejtőzik el. A hímek a fűszálakra vagy alacsonyabb cserjékre mászva ciripelnek. Borús, hidegebb időben aktivitásuk jelentősen csökken.
Kifejlett példányaival júniustól szeptemberig lehet találkozni. Az áttelelő petékből tavasszal bújnak elő a lárvák. 
Magyarországon védett, természetvédelmi értéke 50 000 Ft.